# خيري شيلتون
خيري شيلتون (بالإنجليزية: Khiry Shelton)‏ (26 يونيو 1993 في الولايات المتحدة - ) هو لاعب كرة قدم أمريكي في مركز الهجوم. شارك مع منتخب الولايات المتحدة تحت 18 سنة لكرة القدم ومنتخب الولايات المتحدة تحت 23 سنة لكرة القدم. أما مع النوادي، فقد لعب مع سبورتينغ كانساس سيتي ونادي نيويورك سيتي وLane United FC ‏ وAustin Aztex ‏.

## وصلات خارجية
- خيري شيلتون على موقع الدوري الأمريكي (الإنجليزية)
- خيري شيلتون على موقع قاعدة بيانات كرة القدم.إي يو (الإنجليزية)
- خيري شيلتون على موقع Soccerbase.com (لاعب) (الإنجليزية)
- خيري شيلتون على موقع Soccerway.com (الإنجليزية)
- خيري شيلتون على موقع عالم كرة القدم.نت (الإنجليزية)
- خيري شيلتون على موقع AS.com (الإسبانية)